# Morin (Familienname)
Morin ist ein Familienname. Die Ursprünge liegen einerseits im französischen und andererseits im italienischen (ladinisch-venetischen) Raum. Letztere Variante ist eine regionale Form von italienisch mulino (dt. „Mühle“).

## Namensträger
- Albertine Morin-Labrecque (1886–1957), kanadische Komponistin, Pianistin und Musikpädagogin
- Alberto Morin (Schauspieler) (1902–1989), puerto-ricanischer Schauspieler
- Alberto Morín (Schiedsrichter) (* 1980), mexikanischer Fußballschiedsrichter
- Andréanne Morin (* 1981), kanadische Ruderin
- Anthony Morin (* 1974), französischer Radrennfahrer
- Arthur Morin (1795–1880), französischer Physiker
- Augustin-Norbert Morin (1803–1865), kanadischer Anwalt, Richter und Politiker
- Bernard Morin (1931–2018), französischer Mathematiker
- Bernarda Morin (1832–1929), kanadische Ordensschwester
- Claudia Morin (* 1939), französische Schauspielerin
- Conny Morin (* 1958), deutsche Sängerin, Texterin und Moderatorin
- Cyril Morin (* 1962), französischer Filmkomponist
- Denis Morin (* 1956), französischer Autorennfahrer
- Edgar Morin (* 1921), französischer Philosoph
- Enrico Morin (1841–1910), italienischer Marineoffizier und Politiker
- Elisabeth Morin-Chartier (* 1947), französische Politikerin
- Friedrich Morin, Schriftsteller des  19. Jahrhunderts
- George Morin (1831–1918), deutscher Journalist und Schriftsteller
- Georges Morin (Bildhauer) (1874–1950), deutscher Bildhauer
- Georges Morin (Schriftsteller) (* 1942), algerischer Politologe und Politiker
- Georges Morin-Goustiaux, französischer Architekt
- Germain Morin (Priester) (1642–1702), kanadischer, römisch-katholischer Priester
- Germain Morin (Benediktiner) (1861–1946), belgischer römisch-katholischer Theologe und Patrologe
- Guy Morin (* 1956), Schweizer Politiker (GPS)
- Hervé Morin (* 1961), französischer Politiker
- Jean Morin (Maler) (um 1590–1650), französischer Maler
- Jean Morin (Theologe) (1591–1659), französischer Theologe und Hebraist
- Jean Morin (Kolonialverwalter) (1916–2008), französischer Kolonialverwalter
- Jean-Baptiste Morin (Mathematiker) (1583–1656), französischer Mathematiker, Astrologe und Astronom
- Jean-Baptiste Morin (Komponist) (1677–1745), französischer Komponist
- Jean-Baptiste Morin (Politiker) (1840–1911), kanadischer Politiker
- Jean-Baptiste Morin (Filmeditor), französischer Filmeditor
- Jean-Philippe Morin (* 1980), kanadischer Eishockeyspieler
- Jeremy Morin (* 1991), US-amerikanischer Eishockeyspieler
- John M. Morin (1868–1942), US-amerikanischer Politiker
- Julien-François Morin de la Girardière (1735–1794), französischer Priester, Seliger der römisch-katholischen Kirche
- Laurent Morin (1908–1996), kanadischer Geistlicher, römisch-katholischer Bischof von Prince-Albert
- Lee Morin (* 1952), US-amerikanischer Astronaut
- Léo-Pol Morin (1892–1941), kanadischer Pianist, Musikkritiker und Komponist
- Louis Pierre Morin (ca. 1635–1715), französischer Arzt und Botaniker
- Ludovic Morin (1877–1934), französischer Radrennfahrer
- Manuel Gómez Morín (1897–1972), mexikanischer Politiker, Rechtswissenschaftler und Hochschullehrer
- Martin J. Morin (1906–1993), US-amerikanischer Generalmajor
- Philip Morin (* 1996), schwedischer Automobilrennfahrer
- Pierre Morin (* 1936), kanadischer Cellist, Dirigent und Musikpädagoge
- Roger Paul Morin (1941–2019), US-amerikanischer Geistlicher, römisch-katholischer Bischof von Biloxi
- Samuel Morin (* 1995), kanadischer Eishockeyspieler
- Sidney Morin (* 1995), US-amerikanische Eishockeyspielerin
- Stéphane Morin (1969–1998), kanadischer Eishockeyspieler
- Travis Morin (* 1984), US-amerikanischer Eishockeyspieler
- Ugo Morin (1901–1968), italienischer Mathematiker und Widerstandskämpfer
- Yves Morin (1929–2024), kanadischer Politiker